# Battaglia di Abancay
La battaglia di Abancay fu un conflitto combattuto nel 1537 tra la Nuova Castiglia e la Nuova Toledo, nell'ambito della conquista dell'impero Inca.

## Storia
Dopo il crescente successo dell'assedio di Cuzco ed i primi contrasti tra i fratelli Pizarro e gli alleati, gli Almagristas guidati da Diego de Almagro attaccarono l'ex capitale Inca prendendo Hernando Pizarro e Gonzalo Pizarro, ed imprigionandoli entrambi. Francisco Pizarro riuscì a fuggire perdendosi i fratelli più giovani nel tentativo, e viaggiò fino alla Nuova Castiglia mettendo insieme un esercito. La nuova spedizione, guidata da Alonso de Alvarado, si concluse con la netta vittoria delle forze degli Almagristi, lasciando i fratelli Pizarro senza niente. Alvarado fu catturato durante la battaglia, ma riuscì a fuggire insieme a Gonzalo Pizarro, e poco dopo fu rilasciato anche Hernando dietro alla promessa di Francisco di non interferire più nel futuro regno di Almagro. La promessa non venne comunque mantenuta, dato che i fratelli Pizarro ed Alvarado iniziarono a assoldare un nuovo esercito affrontando di nuovo Almagro nella lotta per il potere a Las Salinas.